# Райські папери

Мапа країн, посадовці яких фігурують у документах

Райські папери (англ. Paradise Papers) — витік конфіденційної інформації, спричинений газетою Süddeutsche Zeitung (котра також оприлюднила Панамські документи та скликала для цього Міжнародний консорціум журналістів-розслідувачів (ICIJ) ). Цей витік вперше розкрив інформацію про активи та власність політиків та інших публічних діячів. Було оприлюднено інформацію про фінансові махінації Facebook, Apple, Microsoft, EBay, Glencore, Uber, Nike, Walmart, Allianz, Siemens, McDonald's та Yahoo. Райські папери складаються з 13,54 мільйонів внутрішніх документів. Перші результати розслідувань були опубліковані 6 листопада 2017 року. Документи опрацьовували журналісти 100 ЗМІ.

## Витік
Німецька газета Süddeutsche Zeitung отримала з анонімного джерела документи, з якими працювала фірма Appleby.
За розміром витоку (2,6 ТБ) документи переважають попередні витоки, такі як витік дипломатичних документів Wikileaks (1,7 ГБ), Offshore Leaks (260 ГБ), Lux Leaks (4 ГБ) та Swiss Leaks (3,3 ГБ). Дані складаються переважно з електронних листів, файлів PDF, фото та витягів з внутрішньої бази даних Appleby. Документи містять інформацію про 120 000 офшорних фірм та відбивають фінансову діяльність фірми Appleby протягом 1970—2016 років. Документи свідчать, що реальною мотивацією для співпраці з офшорними компаніями більшості фігурантів було прикриття реальних власників компаній та ухилення від сплати податків.

За оцінками економіста Габріеля Цукмана (Gabriel Zucman) про масштаби проблеми свідчить принаймні той факт, що олігархи заховали у «податкових гаванях» суму, еквівалентну 7,9 трлн. євро.

## Інформація за країнами

### Велика Британія
Завдяки «Райським паперам» стало відомо, що близько 10 млн фунтів (близько 13 млн дол. США) з приватних статків королеви Єлизавети ІІ інвестовані в офшори.

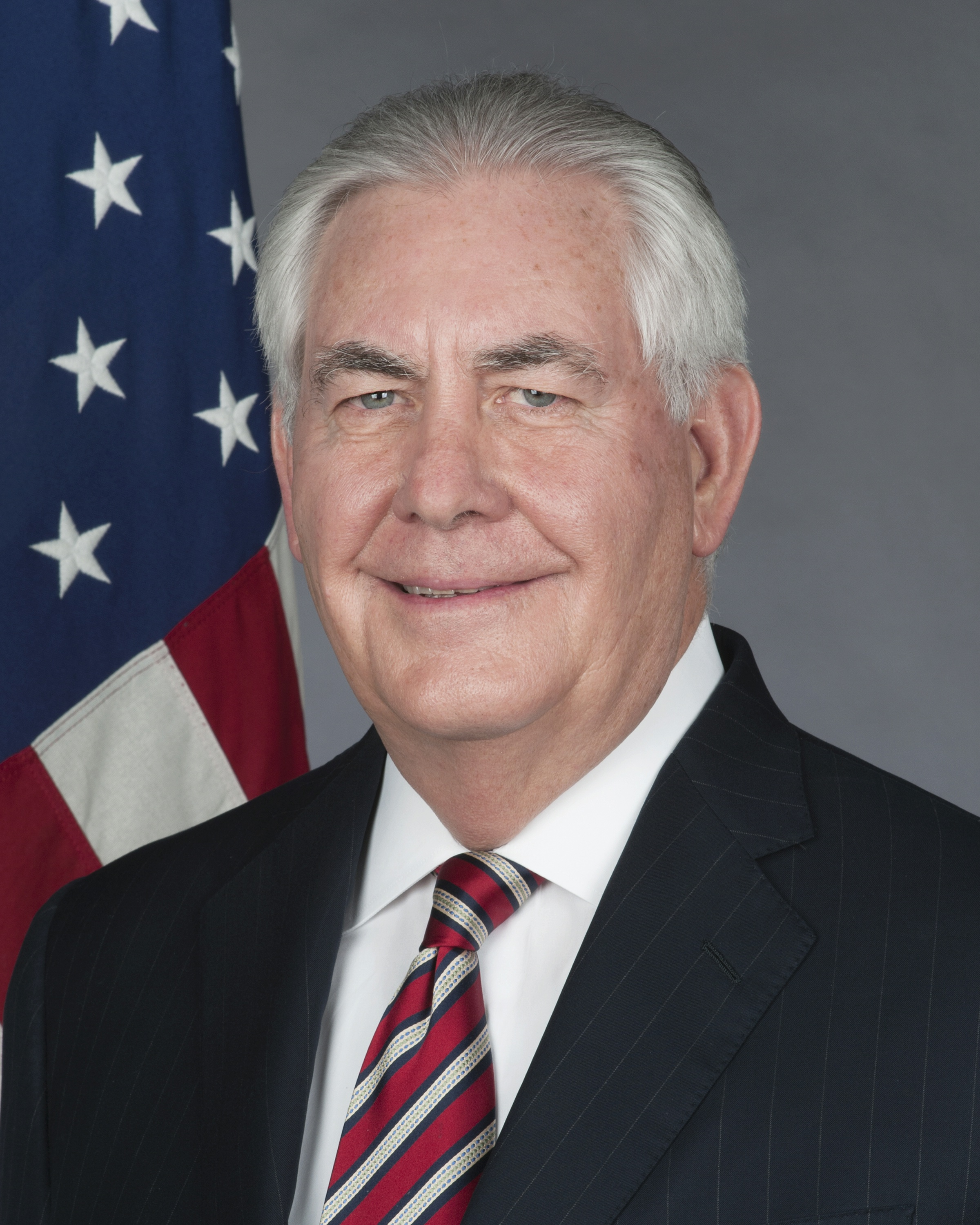
Рекс Тіллерсон

### США
Щонайменше 13 людей з найближчого оточення президента США Дональда Трампа фігурують у списках Paradise Papers. У документах вказані міністр торгівлі Вілбур Росс, держсекретар Рекс Тіллерсон та віце-голова наглядової ради Федерального резерву США Рендел Куарлес.

### Україна
На початку 2016 року на острові Мен була заснована офшорна компанія для українського газового топ-менеджера Сергія Олексієнка. За цим фактом у НАК «Нафтогаз України» розпочато внутрішню перевірку.

Улітку 2014 року, одразу після обрання Петра Порошенка президентом України, його юристи шукали офшорний острів для корпорації Roshen. У листах до колег з острову Мен вони використали термін tax purposes, що означає «податкові цілі». Нові докази в офшорній справі президента дають ще більше підстав уважати, що саме оптимізація податків, а не передача в сліпий траст чи продаж, була метою перебудови структури корпорації Roshen.